# Renford Bambrough
John Renford Bambrough, Rufname Renford (* 29. April 1926 in Silksworth, County Durham; † 17. Januar 1999 in Cambridge) war ein britischer Philosoph und Philosophiehistoriker.

## Leben
Bambrough stammte aus einer Kohlebergbauregion. Sein Vater war Elektriker in der Silksworth Colliery, als am 3. Mai 1926 der Generalstreik begann. Er hatte einen Zwillingsbruder Richard, der angeborene Lernschwierigkeiten aufwies. Sowohl seine Herkunft als auch seine Verantwortung für seinen Bruder prägten ihn für sein Leben. Schon früh zeigte sich sein philosophisches Interesse in seiner Teilnahme an einer Diskussionsgruppe von Schülern in Sunderland, darunter auch seine spätere Frau Moira Mahoney, und in Diskussionen mit Bergleuten während seines staatlichen Arbeitsdienstes im Jahr 1944 als Bevin Boy in der Wearmouth Colliery.
Nach seinem Studium am St John’s College, Cambridge war Bambrough Fellow dieses Colleges (1950–1999), dessen Dean (1964–1979) und Präsident (1979–1983) und zugleich University Lecturer in Classics (1957–1966) sowie University Lecturer in Moral Sciences (1966–1991). Von 1973 bis 1994 war er auch Herausgeber der philosophischen Fachzeitschrift Philosophy.
Bambrough war in der letzten Phase seines Lebens durch eine degenerative neurologische Krankheit, die Lewy-Körper-Demenz, beeinträchtigt.
Seit 1952 war er mit Moira Mahoney verheiratet und hatte mit ihr einen Sohn und drei Töchter.

## Forschungsschwerpunkte
Bambrough beschäftigte sich zunächst mit Platon und Aristoteles sowie Karl Poppers Angriff auf Platons Gesellschaftstheorie. In Cambridge übten George Edward Moore, Ludwig Wittgenstein und John Wisdom einen besonders starken Einfluss auf ihn aus. Seine Beschäftigung mit Wittgenstein führte zu dem wirkmächtigen und umstrittenen Aufsatz Universals and Family Resemblance (1961). Bambrough arbeitete auch zur Moralphilosophie, zur Bedeutung und Logik religiöser Glaubenssätze und zur Natur der Philosophie und philosophischer Probleme.

## Schriften (Auswahl)
Monographien und Herausgeberschaften
- New essays on Plato and Aristotle. Edited by Renford Bambrough. Routledge & Kegan Paul, London 1965.
- Plato, Popper and politics. Some contributions to a modern controversy. Heffer, Cambridge; Barnes & Noble, New York 1967.
- Reason, truth and God. Methuen, London 1969, Nachdruck 1979.
- Wisdom. Twelve essays. Edited by Renford Bambrough. Blackwell, Oxford 1974. — (Festschrift für John Wisdom). — Rez. von Godfrey Vesey, in: Mind New Series, Vol. 85, No. 337 (Jan., 1976), pp. 124–126, online.
- Moral scepticism and moral knowledge. Humanities Press, Atlantic Highlands, N. J. 1979. — Rez. von Douglas J. Den Uyl, in: Reason Papers No. 7 (Spring 1981) 109–114, online (PDF; 298 kB).

Texteditionen
- The philosophy of Aristotle. A new selection. With an introduction and commentary by Renford Bambrough. New translations by A. E. Wardman and J. L. Creed. New American Library, New York 1963.
- Plato, The Republic. Translated by A. D. Lindsay. Introduction and notes by Renford Bambrough. Dent, London 1976.

Artikel
- Universals and Family Resemblances, in: Proceedings of the Aristotelian Society, New Series, Vol. 61, 1960–1961, Ss. 207–222, online.